# Salto Veloso
Salto Veloso este un oraș în Santa Catarina (SC), Brazilia.